# Gunny
Gunny (Heartbreak Ridge) è un film del 1986 diretto e interpretato da Clint Eastwood.
Il titolo originale della pellicola è un riferimento alla battaglia di Heartbreak Ridge, svoltasi durante la guerra di Corea, mentre "Gunny" è l'abbreviazione informale di Gunnery sergeant, grado dei sottufficiali dei Marines.

## Trama
1983. Il sergente artigliere Thomas "Gunny" Highway, eroe della guerra di Corea e del Vietnam (insignito della medaglia d'onore del congresso, la più alta decorazione militare degli Stati Uniti d'America), è inviso ai suoi superiori per i suoi metodi bruschi e l'insofferenza verso la disciplina militare. Nonostante cerchi ripetutamente di tornare in servizio attivo, le sue domande sono puntualmente respinte, soprattutto dopo la sua aggressione a un ufficiale.
A seguito dell'ennesimo episodio di ubriachezza molesta viene arrestato e una volta scarcerato viene trasferito a una destinazione nelle vicinanze della sua residenza per gli ultimi mesi di servizio prima del pensionamento: vi ritrova un vecchio compagno d'armi, il sergente maggiore Choozhoo, ma si scontra immediatamente con il comandante del battaglione, il maggiore Powers, un ufficiale che segue in modo pedissequo i regolamenti ma privo di esperienza di combattimento, che non vede di buon occhio l'arrivo dell'anziano veterano e perciò gli affida il comando di un plotone di esploratori che il precedente sergente ha lasciato allo sbando essendo anch'egli in attesa della pensione. Nel plotone ritrova il musicista "Stitch" Jones che, ignaro di chi fosse, lo aveva derubato, truffato e appiedato durante il viaggio in autobus verso la base.
Gunny sottopone i suoi uomini a un duro ma motivante addestramento acquistandone lentamente la stima e il rispetto; allo stesso tempo tenta di riconquistare la ex moglie Aggie, ancora risentita per la vita piena di angosce che ha dovuto sopportare a causa delle sue missioni. Tra varie vicissitudini l'addestramento dei soldati e il riavvicinamento ad Aggie proseguono fino allo sbarco nell'isola di Grenada, dove si consuma una battaglia lampo che vede il plotone di Gunny prevalere contro le forze cubane nonostante il sergente disobbedisca ancora una volta agli ordini del maggiore.
Al ritorno trova Aggie ad aspettarlo per vivere, dopo il suo congedo, un'esistenza finalmente tranquilla, mentre con sorpresa riceve la notizia che Jones ha deciso di proseguire la carriera nei Marines e abbandonare ogni velleità da musicista.

## Riferimenti storici
La figura di "Gunny" Highway potrebbe essere ispirata a Herbert Pililaau, un soldato che combatté nella battaglia di Heartbreak Ridge e che vi perse la vita ottenendo la Medal of Honor per le sue azioni: entrambi hanno ricevuto la stessa onorificenza nello stesso conflitto e la dinamica della battaglia narrata da Choozoo e quella del vero scontro (in cui un reparto statunitense portò un assalto frontale a una formazione di bunker nordcoreani) sono simili.
Nella realtà, come spiegato nel film, non furono però i Marines a guidare l'assalto ma i tre battaglioni del 29º reggimento di fanteria dell'esercito statunitense e un reparto francese aggregato: Pililaau era un fuciliere BAR che si offrì volontario per coprire la ritirata del reparto statunitense e che morì non prima di aver ucciso diverse decine di sino-coreani poiché ormai senza più munizioni.